# Jean Terrosian
Jean Terrosian (* 1931 Paříž) je francouzský malíř a tvůrce objektů hlásící se k surrealismu.

## Život
Narodil se v Paříži. Jeho předci jsou arménského původu. Od roku 1961 spolupracuje s pařížskou surrealistickou skupinou. Nejprve k hnutí přispíval semi-figurativní malbou, ovlivněnou Robertem Mattou a A. Gorkym. V roce 1967 radikálně obměnil své dílo a převzal figurativní výraz, inspirovaný obchodními a inzertními katalogy, což mu umožňuje jak objektivizaci vlastních fantasmat, tak i vyjádření distance vůči nim. Prozkoumává skryté vztahy mezi slovy a obrazy, a to jak objektivní, tak subjektivní. Jedná se o druh hermetických rébusů.
V roce 1968 se osobně účastnil vernisáže výstavy Princip slasti v Praze. Po smrti André Bretona spolu s Vincentem Bounourem, Jeanem-Louisem Bédouinem Jorge Camachem, Michelem Zimbaccou a dalšími zůstal věrný surrealismu.

## Výstavy
- 1964 Donner à voir, Paříž
- 1965 L’Ecart absolu, galerie L'Oeil, Paříž
- 1967 A Phala, Sao Paulo
- 1968 Princip slasti, Praha, Brno, Bratislava
- 1975 Armes et bagages, galerie Verrière, Lyon.
- 1977 Boîtes, Muzeum moderního umění, Paříž
- 1978 Surrealism Unlimited, Londýn 1978.
- 1978 Surrealistická koláž v roce 1978, galerie Triskèle, Paříž